# Distretto di Kilolo
Il distretto di Kilolo  è uno dei distretti in cui è amministrativamente suddivisa la regione di Iringa in Tanzania. È suddiviso in 24 circoscrizioni (wards) e conta una popolazione di 315 354 abitanti (censimento 2022).

## Suddivisione amministrativa
Il distretto è diviso nelle seguenti circoscrizioni (wards), tra parentesi gli abitanti (censimento 2022):
1. Boma la Ng'ombe (13 153)
2. Dabaga (8 497)
3. Ibumu (8 264)
4. Idete (7 656)
5. Ihimbo (11 536)
6. Ilula (14 666)
7. Image (10 857)
8. Irole (16 408)
9. Kimala (7 737)
10. Kising'a (6 236)
11. Lugalo (13 970)
12. Mahenge (6 835)
13. Masisiwe (9 272)
14. Mlafu (7 013)
15. Mtitu (14 280)
16. Ng'ang'ange (4 398)
17. Ng'uruhe (12 523)
18. Nyalumbu (20 134)
19. Nyanzwa (7 877)
20. Ruaha Mbuyuni (19 543)
21. Udekwa (8 594)
22. Uhambingeto (11 915)
23. Ukumbi (14 280)
24. Ukwega (7 915)